# Ghatam
Pour les articles homonymes, voir Dilo (homonymie).
Le ghatam, ghata, ghara, garâ, gagrî, dilo, nût, mâkti ou kutam est un instrument de musique à percussion idiophone en forme de vase ou de pot. Son utilisation en Inde (et au Pakistan) remonte au VIIIe siècle (ghatavâdya en sanskrit) et son aire de distribution concerne autant le sud du pays que l'ouest ou le nord.
Ce genre de pot sert également de résonateur au villâdivâdyam et à de nombreuses variétés de membranophones tel le mizhavu.
Il ne faut pas le confondre avec un instrument plus petit d'Afrique connu sous le nom d'udu.

## Facture

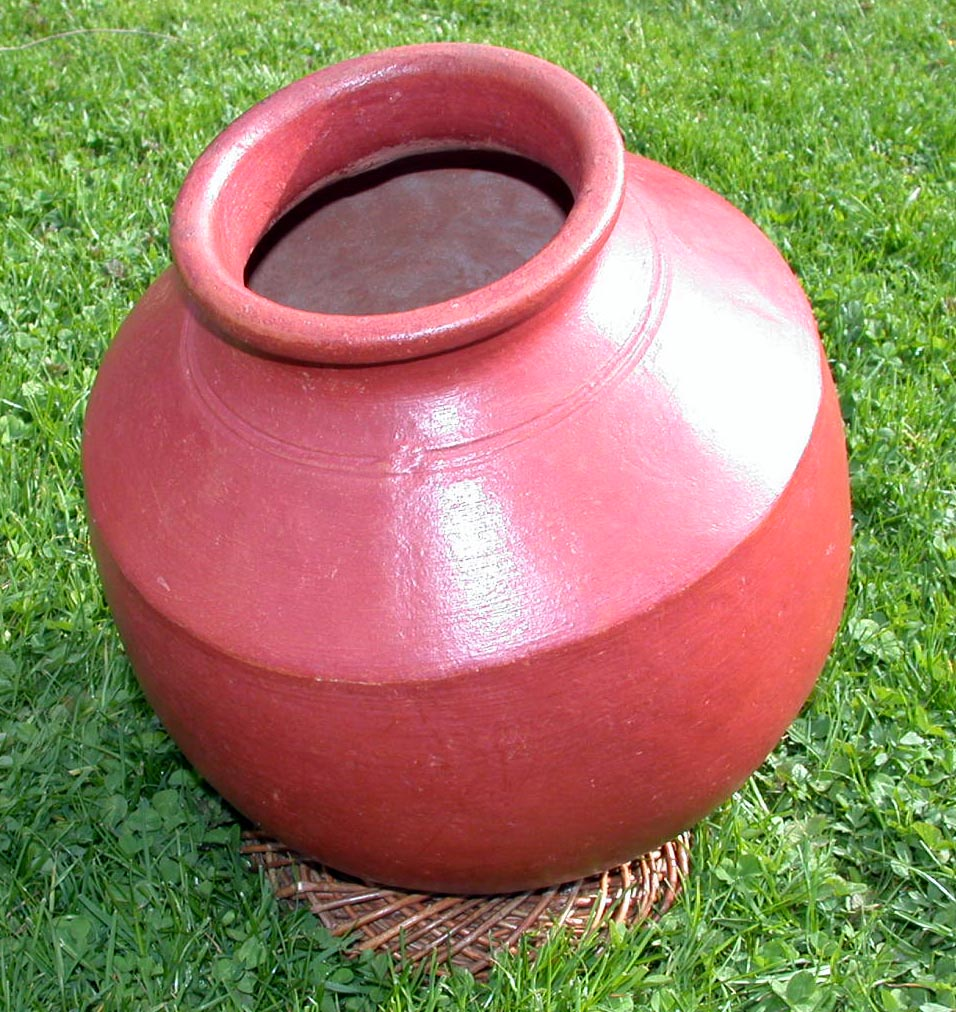
Ghatam

Traditionnellement réalisé en terre cuite il a en général 50 à 60 cm de diamètre et ne comporte qu'une large ouverture. C'est un ustensile culinaire dont l'emploi a manifestement été détourné. Pour la musique, il est important qu'il n'ait jamais été utilisé en cuisine auparavant afin qu'il ne soit pas imprégné d'eau. Par contre il doit être spécialement huilé. C'est un instrument fragile et lourd qui peut casser au moindre choc.
Au Cachemire on fixe une courroie avec une clochette sur le nût ou des grelots sur le garâ.
Le gagrî est en métal (cuivre).

## Jeu
L'instrument est soit posé sur les jambes du percussionniste assis, soit sur un anneau en fibre végétale, soit porté à l'épaule.
Le son est produit en faisant résonner le corps de l'instrument en le frappant du plat ou de la tranche des mains, du poignet ou du bout des doigts ou phalanges ou ongles. Le musicien se sert également de son abdomen pour obturer l'ouverture du ghatam, modulant ainsi les sons graves, à moins qu'il ne le fasse à la main. Il peut aussi se servir de bagues métalliques.
Le ghatam est l'un des instruments d'accompagnement de la musique carnatique avec le mridangam, le moorchang ou la kanjira. On y emploie les mêmes formules rythmiques (bôl). Il est aussi utilisé dans la musique folklorique au Nord, mais dans des versions plus petites.
Ses plus fameux interprètes sont Vikku Vinayakram et son fils V. Selvaganesh.

### Sources et liens externes
- (en) S. Sadie, The New Grove Dictionary of Musical Instruments, Macmillan, 1985.
- Vidéos